# Zatavua madagascariensis
Zatavua madagascariensis är en spindelart som först beskrevs av Fage 1945.  Zatavua madagascariensis ingår i släktet Zatavua och familjen dallerspindlar.
Artens utbredningsområde är Madagaskar. Inga underarter finns listade i Catalogue of Life.